# Plougrescant
Plougrescant település Franciaországban, Côtes-d’Armor megyében. Lakosainak száma 1198 fő (2022. január 1.). Plougrescant Penvénan és Plouguiel községekkel határos.

## Népesség
A település népességének változása:
| Lakosok száma | 1644 | 1556 | 1471 | 1359 | 1252 | 1220 | 1184 | 1166 | 1160 | 1198 |
|               | 1968 | 1982 | 1990 | 2006 | 2013 | 2015 | 2017 | 2019 | 2020 | 2022 |